# 南巴納特區
南巴納特區（羅馬化：Južnobanatski okrug）是塞爾維亞伏伊伏丁那自治省東南部的行政区，行政中心为潘切沃。该区位于首都貝爾格萊德東北，東鄰羅馬尼亞，南隔多瑙河與中塞爾維亞相望。行政区面積为4,245平方公里，2022年人口数量为260,244人。

## 城市和市镇
南巴纳特区的范围包括两个城市和6个市镇：
- 潘切沃（城市）
- 弗尔沙茨（城市）
- 阿利布纳尔
- 貝拉茨爾克瓦
- 科瓦契察
- 科溫
- 奧波沃
- 普蘭迪什泰